# Ливийское народное национальное движение
Ливи́йское наро́дное национа́льное движе́ние (араб. الحركة الوطنية الشعبية الليبية‎) — политическое движение в Ливии, основанное 15 февраля 2012 года сторонниками свергнутого Муаммара Каддафи. Генеральный секретарь — генерал Хуэлиди аль-Хамиди, бывший член Совета революционного командования и тесть Саади Каддафи. Движение не было допущено к парламентским выборам 2012 года.